# شالکنمهرن
شالکنمهرن (به آلمانی: Schalkenmehren) یک شهر در آلمان است که در فولکانایفل واقع شده‌است. شالکنمهرن ۶۰۷ نفر جمعیت دارد.